# Boccardiella ligerica
Boccardiella ligerica is een infaunale borstelworm uit de familie Spionidae. Boccardiella ligerica werd in 1898 voor het eerst wetenschappelijk beschreven door Georges Ferronnière.

## Beschrijving
Boccardiella ligerica is een klein, buisvormig borstelwormpje  die bestand is tegen een breed scala aan zoutgehaltes. Het lichaam van de worm bestaat uit een kop, een cilindrisch, gesegmenteerd lichaam en een staartstukje. De kop bestaat uit een prostomium (gedeelte voor de mondopening) en een peristomium (gedeelte rond de mond) en draagt gepaarde aanhangsels (palpen, antennen en cirri). 

## Verspreiding
De soort Boccardiella ligerica werd voor het eerst beschreven vanuit het Loire-estuarium in Frankrijk en men denkt dat het inheems is in de brakke wateren van Europa. Zijn oorspronkelijke verspreidingsgebied strekt zich uit van Duitsland tot Portugal. Geïntroduceerde populaties zijn bekend uit de Oostzee (Finland), de westelijke Atlantische Oceaan (van New York tot Texas, Puerto Rico en Argentinië) en de noordoostelijke Stille Oceaan (Californië). Het is te vinden op verschillende ondergronden, waaronder: zachte modder, zand, harde klei, lege schelpen, gezonken hout en vervuilde schepen. Er zijn geen effecten gemeld voor deze soort, maar geïntroduceerde populaties kunnen in sommige gebieden hoge dichtheden bereiken. In Nederland is deze soort waargenomen in het brakke water van de Zeeuwse delta en het Noordzeekanaal.